# Chewing Gum Blues
Chewing Gum Blues è un album in studio dei cantautori italiani Sergio Caputo e Francesco Baccini, pubblicato nell'ottobre 2017.

## Descrizione
Questo album è nato dalla collaborazione tra Sergio Caputo e Francesco Baccini, sotto il nome di Swing Brothers e rappresenta un incontro tra due artisti noti per il loro stile unico e la loro capacità di raccontare storie attraverso la musica. L'album mescola jazz, swing e blues, con testi ironici e riflessivi che esplorano temi quotidiani e universali. 
L'album è stato preceduto dai singoli Le notti senza fine e Chewing Gum Blues.

## Tracce
CD (Alcatraz Moon, 0212243AZM)
Testi e musiche di Francesco Baccini, Sergio Caputo.
1. Chewing Gum Blues – 3:23
2. Le notti senza fine – 2:43
3. Mystery Girl – 3:33
4. Su questa striscia di mare – 4:28
5. Maledetta questa luna – 3:39
6. Tu non sei una Barbie – 3:12
7. Ma che gelida manina – 3:30
8. Paranoia in Lombardia by night – 3:05
9. Non fidarti di me – 3:41
10. Uno straccio di blues – 3:21

Durata totale: 34:35